# RS-422
El  RS-422  (EIA-422) és un estàndard per a la comunicació en sèrie, similar al RS232. S'usa normalment amb un connector Cannon DB-15 de 15 pins, encara que no hi ha un pinout estàndard per al RS-422.